# Tom Nicon
Tom Nicon (22 de março de 1988 - 18 de junho de 2010) foi um modelo francês que posou para grifes como Burberry, Louis Vuitton, GQ e Vogue.